# Palazzo dell'indipendenza
Il palazzo dell'Indipendenza (Dinh Độc Lập), noto anche come palazzo della Riunificazione (in lingua vietnamita: Dinh Thống Nhất), è considerato un edificio simbolo della città di Ho Chi Minh, in Vietnam. È stato costruito nel luogo dove si trovava precedentemente il palazzo Norodom. Fu progettato dall'architetto Ngô Viết Thụ e fu la residenza e sede di lavoro del presidente del Vietnam del Sud durante la guerra del Vietnam. In questo palazzo ebbe fine la guerra del Vietnam durante la caduta di Saigon il 30 aprile 1975, quando un carro armato dell'esercito del Vietnam del Nord si schiantò contro le sue porte.